# Uranie Alphonsine Colin-Libour
Uranie Alphonsine Colin-Libour (Parijs, 19 september 1831 - aldaar, 11 september 1916) was een Frans kunstschilder.

## Biografie
Alphonsine Libour werd in 1831 geboren in Parijs, als dochter van Adèle Madeleine Mairet (overleden 1881) en de kunstschilder Esprit-Aimé Libour (1784-1846), afkomstig uit een klein gezin uit Chartres en tijdens de Franse Revolutie als vluchteling toegekomen in Parijs. Ze was een leerling van François Bonvin, Charles Müller, François Rude en Sophie Rude.

## Carrière
Colin-Libour exposeerde vanaf 1861 op het Parijse salon met het schilderij La Toilette. Ze exposeerde vervolgens op de Parijse salons van 1863, 1866-1868 en kreeg in 1880 een eervolle vermelding.
Ze reisde veel en nam deel aan veel evenementen. Haar werken waren te zien in Madrid, Barcelona, Parijs, aan de Royal Academy of Arts in Londen in 1883 en in Melun, Cherbourg, Tours en Lyon. In 1888 ontving ze de medaille voor de derde prijs op de Wereldtentoonstelling in Barcelona. Ze ontving een eervolle vermelding op de Wereldtentoonstelling van 1889 in Parijs en een bronzen medaille tijdens die van 1900. Haar werken werden gepresenteerd op de World's Columbian Exposition in 1893 in Chicago, waar ze bij de delegatie van Franse vrouwelijke kunstenaars was die werden uitgenodigd om te exposeren in de Woman's Building.
Colin-Libour was ook docent voor de stad Parijs aan de tekenschool. Ze schilderde de ellende en het menselijk leed van de gewone mensen uit de boeren- en arbeiderswereld en haar schilderijen worden gekenmerkt door hun eenvoud.
Haar werk La Charité werd opgenomen in het boek Women Painters of the World uit 1905.

## Werken (selectie)

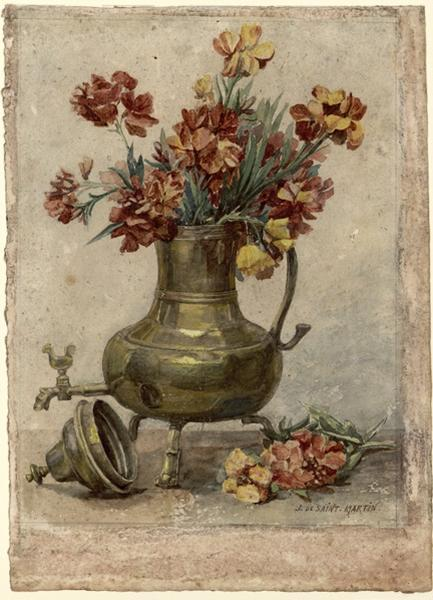
Étude de fleurs (1853), Fécamp, musée des Beaux-Arts d'Angers.
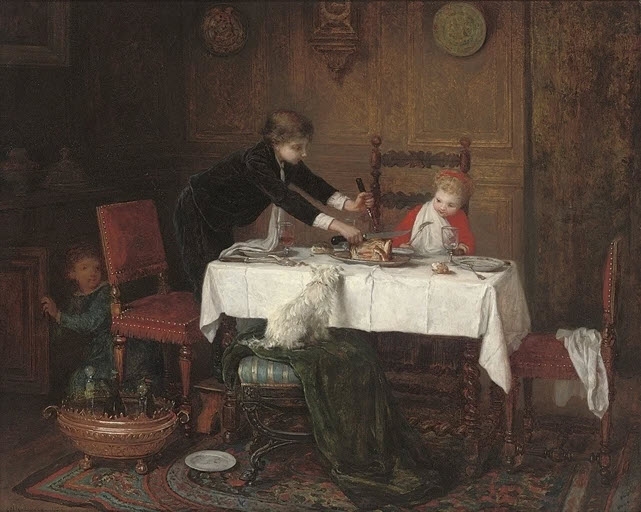
Un repas espiègle (1872), locatie onbekend.
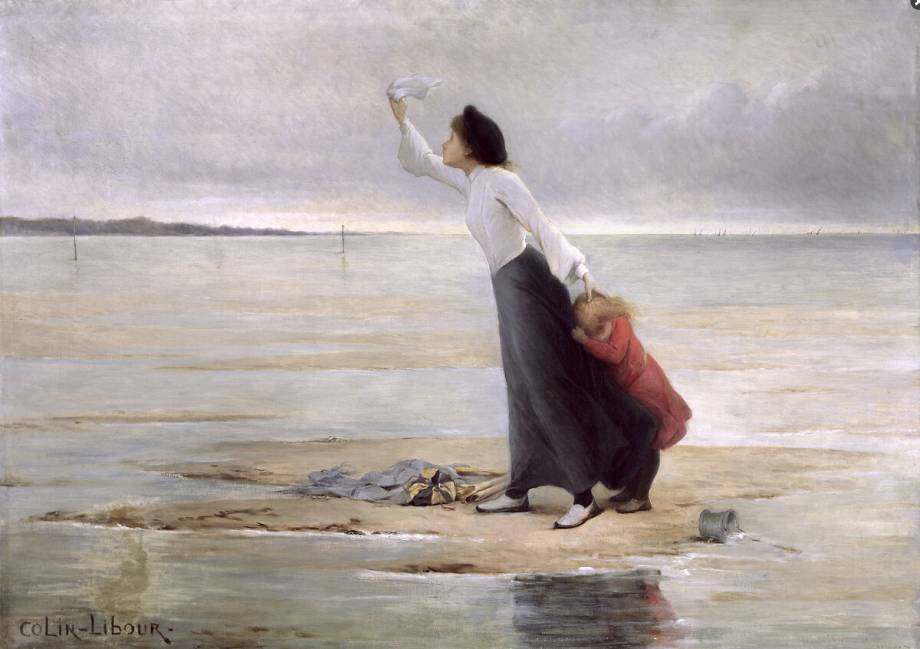
En détresse (ca. 1880), musée des Beaux-Arts de Tourcoing.
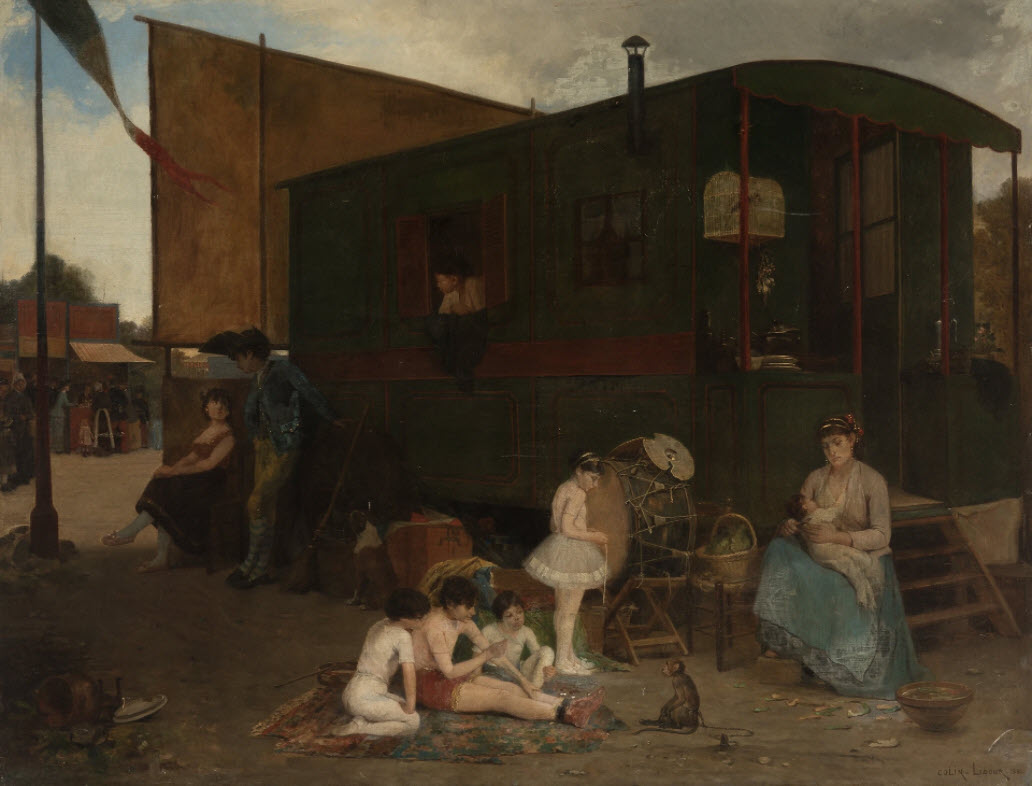
La Roulotte de cirque (1881), locatie onbekend.
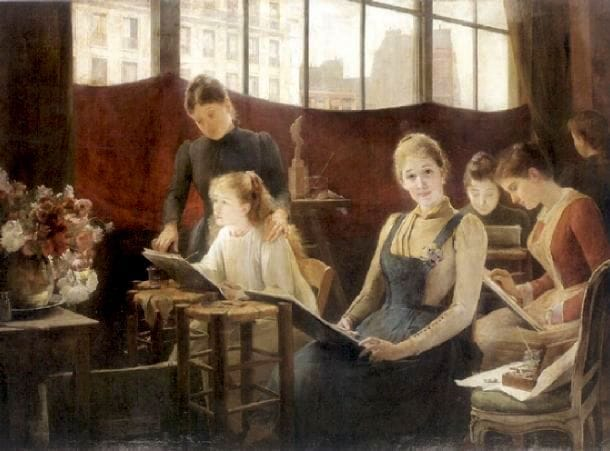
Le Cours de dessin (1891), locatie onbekend.
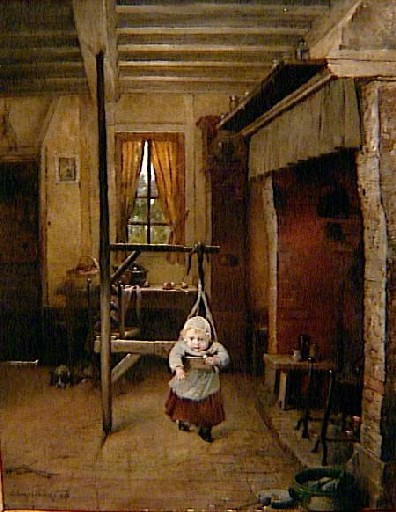
Le Manège (1892), Marseille, musée des Civilisations de l'Europe et de la Méditerranée.
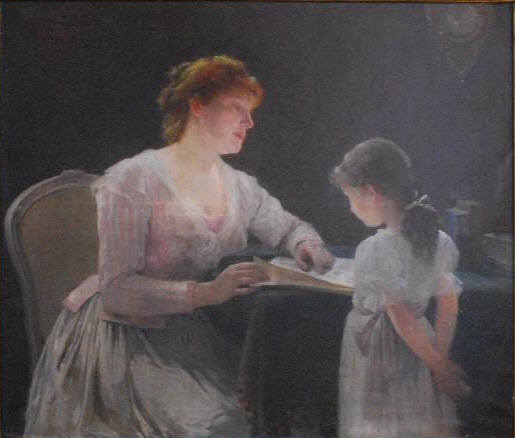
La Première leçon (1894), Autun, musée Rolin.
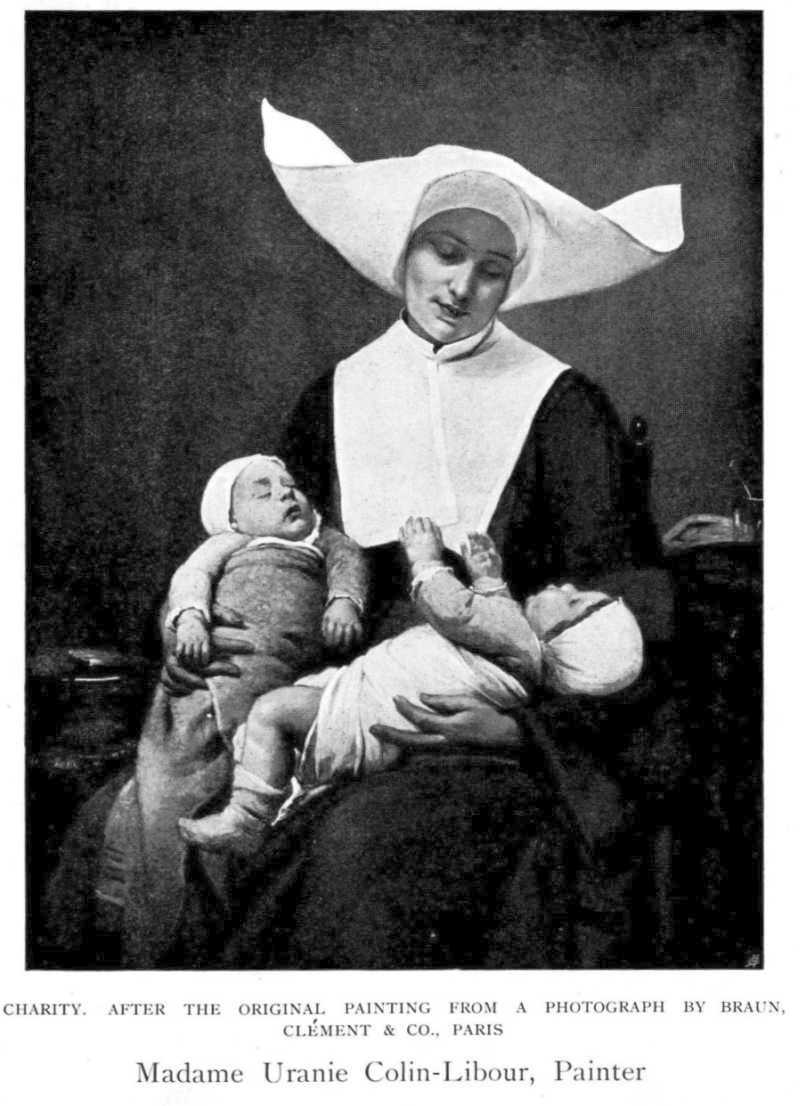
La Charité (1905), locatie onbekend.

- RKD-Nederlands Instituut voor Kunstgeschiedenis: 203235
- Union List of Artist Names: 500131685
- Virtual International Authority File: 96643639